# Mount Craddock
Mount Craddock är ett stort, brant berg vars högsta punkt ligger på den södra änden av Vinson Massif, det högsta berget på Antarktis. Den imponerande södra sidan är fortfarande obestigen.
Berget är namngivet av US-ACAN efter J. Campbell Craddock, ledare för den expedition som University of Minnesota skickade iväg mellan 1962 och 1963 som gjorde geologiska undersökningar och kartografiska undersökningar i Sentinel Range och Heritage Ranges av Ellsworth Mountains. Under 1960 till 1961 ledde Craddock en geologisk expedition för att undersöka Jones Mountains.
Mount Craddock är det nionde högsta berget i Antarktis med en höjd av 4 368 meter. Det ligger i Sentinel Range i Västantarktis. Första bestigningen ägde rum i januari 1992.
Namnet Mount Craddock föreslogs 1965 av Rådgivande kommittén för antarktiska namn. Det fick sitt namn efter den amerikanska geologen John Campbell Craddock (1930–2006), som ledde en expedition på uppdrag av University of Minnesota från 1962 till 1963, en  geologisk och kartografisk undersökning av Heritage Range och Ellsworth Mountains.